# اندیس آنومالی دوچیله
آنومالی دوچیله (به انگلیسی Anomaly Dvchylh) یک اندیس فلزی است که در حوالی شهر میامی استان سمنان قرار دارد و مادهٔ معدنی موجود در آن، طلا است.سنگ میزبان این اندیس ماسه‌سنگ چرت‌دار، کنگلومرا، شیل، سنگ‌آهک، مارن، برش ولکانیکی، تراکی بازالت، تراکی آندزیت است  در این اندیس، پاراژنز‌های پیریت، تورمالین، اپیدوت، مارتیت یافت می‌شوند.